# ۹۲۸ (خورشیدی)
۹۲۸ نهصد و بیست و هشتمین سال هجری خورشیدی است.

## رویدادها
- برابر (۹۵۶ ق.) - سام میرزا از برادرش شاه تهماسب یکم درخواست کرد که به او اجازه دهد که در محلی ساکن شود و به عبادت بپردازد. شاه تهماسب هم، تولیت بقعهٔ شیخ صفی‌الدین و فرمانداری اردبیل را به او داد. در این مدت که سام میرزا در اردبیل به سر می‌برد، محضر او محل رفت و آمد دانشمندان و فاضلان و شاعران و هنرمندان بود و خود وی کتابی به نام تذکره سامی یا تحفه سامی را که دربارهٔ شعر و شاعران است، به نگارش درآورد.
- یورش عثمانی‌ها به ایران به فرماندهی سلطان سلیمان یکم و با همراهی القاس میرزا صفوی. (برابر ۹۵۶ ق.)